# Athletic Club de Madrid 1927-1928
Questa voce raccoglie le informazioni riguardanti l'Athletic Club de Madrid, antico nome del Club Atlético de Madrid, nelle competizioni ufficiali della stagione 1927-1928.

## Stagione
Nella stagione 1927-1928 i colchoneros terminarono il campionato Regional de Madrid al primo posto, a pari punti con Real Madrid e Racing de Madrid. Dopo lo spareggio con queste due squadre l'Athletic vinse il suo terzo titolo. In Coppa del Re l'Athletic Club de Madrid fu invece eliminato nella fase a gironi. La stagione è ricordata altresì in maniera negativa per aver stabilito il record di sconfitte consecutive pari a 10. La Copa Federación Centro, che vide confrontarsi Athletic e Real in qualità di campione e vicecampione del Mancomunado Centro, terminò con la vittoria dei blancos.

## Maglie e sponsor
| Manica sinistra · Manica sinistra · Maglietta · Maglietta · Manica destra · Manica destra · Pantaloncini · Calzettoni |

## Rosa

Luis Olaso nel 1927

| N. |                       | Ruolo | Calciatore         |
| -- | --------------------- | ----- | ------------------ |
| -  | Spagna (bandiera)     | P     | Ricardo Zulueta    |
| -  | Spagna (bandiera)     | P     | José Meseguer      |
| -  | Spagna (bandiera)     | D     | Alfonso Olaso      |
| -  | Spagna (bandiera)     | D     | Tomás Galdós       |
| -  | Spagna (bandiera)     | D     | Agustín Lafuente   |
| -  | Spagna (bandiera)     | D     | Francisco Moriones |
| -  | Spagna (bandiera)     | C     | Pedro Matanzo      |
| -  | Spagna (bandiera)     | C     | Pedro Pena Ponga   |
| -  | Spagna (bandiera)     | C     | Tronchín           |
| -  | Porto Rico (bandiera) | C     | Eduardo Ordóñez    |
| -  | Spagna (bandiera)     | C     | Andrés Tuduri      |

| N. |                   | Ruolo | Calciatore              |
| -- | ----------------- | ----- | ----------------------- |
| -  | Spagna (bandiera) | A     | Adolfo Suárez Morán     |
| -  | Spagna (bandiera) | A     | Antonio de Miguel       |
| -  | Spagna (bandiera) | A     | Antonio González Escaño |
| -  | Spagna (bandiera) | A     | Luis Olaso              |
| -  | Spagna (bandiera) | A     | Cosme Vázquez           |
| -  | Spagna (bandiera) | A     | Aguirrebegoña           |
| -  | Spagna (bandiera) | A     | Ramón Triana            |
| -  | Spagna (bandiera) | A     | Ramón Herrera Bueno     |
| -  | Spagna (bandiera) | A     | Marcelino Galatas       |
| -  | Spagna (bandiera) | A     | Jesús Aizpurúa          |

## Risultati

### Coppa del Re

#### Fase a gironi
| Bilbao 5 febbraio 1928 Gruppo II – 1ª giornata                                         | Athletic Bilbao | 3 – 1 referto | Athlétic Madrid | San Mamés |
| \| \| \| \| \| Lafuente 5’ Juanín 20’ (rig.) Ayarza 35’ \| Marcatori \| 29’ Herrera \| |                 |               |                 |           |
|                                                                                        |                 |               |                 |           |
| Lafuente 5’ Juanín 20’ (rig.) Ayarza 35’                                               | Marcatori       | 29’ Herrera   |                 |           |

| Madrid 12 febbraio 1928 Gruppo II – 2ª giornata                          | Athlétic Madrid | 1 – 3 referto               | Alavés | Metropolitano |
| \| \| \| \| \| Adolfo 48’ \| Marcatori \| 2’ Modesto 69’, 86’ Albéniz \| |                 |                             |        |               |
|                                                                          |                 |                             |        |               |
| Adolfo 48’                                                               | Marcatori       | 2’ Modesto 69’, 86’ Albéniz |        |               |

| Madrid 19 febbraio 1928 Gruppo II – 3ª giornata | Athlétic Madrid | 0 – 1 referto | Real Madrid | Chamartín |
| \| \| \| \| \| \| Marcatori \| 40’ Gual \|      |                 |               |             |           |
|                                                 |                 |               |             |           |
|                                                 | Marcatori       | 40’ Gual      |             |           |

| Santander 26 febbraio 1928 Gruppo II – 4ª giornata                                              | Racing Santander | 6 – 2 referto          | Athlétic Madrid | El Sardinero |
| \| \| \| \| \| Loredo 9’, 74’, ?’ Óscar 33’, ?’ Acebo \| Marcatori \| 20’ Galatas 48’ Tuduri \| |                  |                        |                 |              |
|                                                                                                 |                  |                        |                 |              |
| Loredo 9’, 74’, ?’ Óscar 33’, ?’ Acebo                                                          | Marcatori        | 20’ Galatas 48’ Tuduri |                 |              |

| Torrelavega 4 marzo 1928 Gruppo II – 5ª giornata                       | Gimnástica de Torrelavega | 2 – 1 referto | Athlétic Madrid | El Malecón |
| \| \| \| \| \| Paco González 36’, 75’ \| Marcatori \| 39’ de Miguel \| |                           |               |                 |            |
|                                                                        |                           |               |                 |            |
| Paco González 36’, 75’                                                 | Marcatori                 | 39’ de Miguel |                 |            |

| Madrid 11 marzo 1928 Gruppo II – 6ª giornata                                                                     | Athlétic Madrid | 2 – 4 referto                                                 | Athletic Bilbao | Metropolitano |
| \| \| \| \| \| Adolfo 20’ Cosme \| Marcatori \| 24’ (rig.) Juanín 31’ Lafuente 51’ Calero 55’ Agirrezabala II \| |                 |                                                               |                 |               |
| |                 |                                                               |                 |               |
| Adolfo 20’ Cosme                                                                                                 | Marcatori       | 24’ (rig.) Juanín 31’ Lafuente 51’ Calero 55’ Agirrezabala II |                 |               |

| Vitoria 18 marzo 1928 Gruppo II – 7ª giornata                 | Alavés    | 2 – 1 referto | Athlétic Madrid | Mendizorrotza |
| \| \| \| \| \| Unamuno 49’, 70’ \| Marcatori \| 20’ Adolfo \| |           |               |                 |               |
|                                                               |           |               |                 |               |
| Unamuno 49’, 70’                                              | Marcatori | 20’ Adolfo    |                 |               |

| Arbitro: | Peris de Vargas |

|                                     |           |  |
| L. Uribe 25’ Gual 30’ del Campo 50’ | Marcatori |  |

| Madrid 1º aprile 1928 Gruppo II – 9ª giornata                               | Athlétic Madrid | 1 – 4 referto                      | Racing Santander | Chamartín |
| \| \| \| \| \| Adolfo \| Marcatori \| 15’ Santi 25’ Loredo Óscar Cladera \| |                 |                                    |                  |           |
|                                                                             |                 |                                    |                  |           |
| Adolfo                                                                      | Marcatori       | 15’ Santi 25’ Loredo Óscar Cladera |                  |           |

| Madrid 7 aprile 1928 Gruppo II – 10ª giornata                                       | Athlétic Madrid | 3 – 2 referto    | Gimnástica de Torrelavega | Metropolitano |
| \| \| \| \| \| Aizpurúa 33’, ?’ Cosme ?’ (rig.) \| Marcatori \| 2’ Telete Ibarra \| |                 |                  |                           |               |
|                                                                                     |                 |                  |                           |               |
| Aizpurúa 33’, ?’ Cosme ?’ (rig.)                                                    | Marcatori       | 2’ Telete Ibarra |                           |               |

### Coppa Federación Centro
| Arbitro: | Gárate |

|                                     |           |  |
| Rubio 1’ Quesada 6’ (rig.) Cominges | Marcatori |  |

## Statistiche

### Statistiche di squadra
| Competizione           | Punti | Totale | Totale | Totale | Totale | Totale | Totale | DR  |
| Competizione           | Punti | G      | V      | N      | P      | Gf     | Gs     | DR  |
| ---------------------- | ----- | ------ | ------ | ------ | ------ | ------ | ------ | --- |
| Coppa del Re           | 2     | 10     | 1      | 0      | 9      | 12     | 30     | -18 |
| Campionato Regionale   | 16    | 12     | 10     | 0      | 2      | 37     | 11     | +26 |
| Copa Federación Centro | -     | 1      | 0      | 0      | 1      | 0      | 3      | -3  |
| Totale                 | -     | 23     | 11     | 0      | 12     | 49     | 44     | +5  |